# Devika Parikh

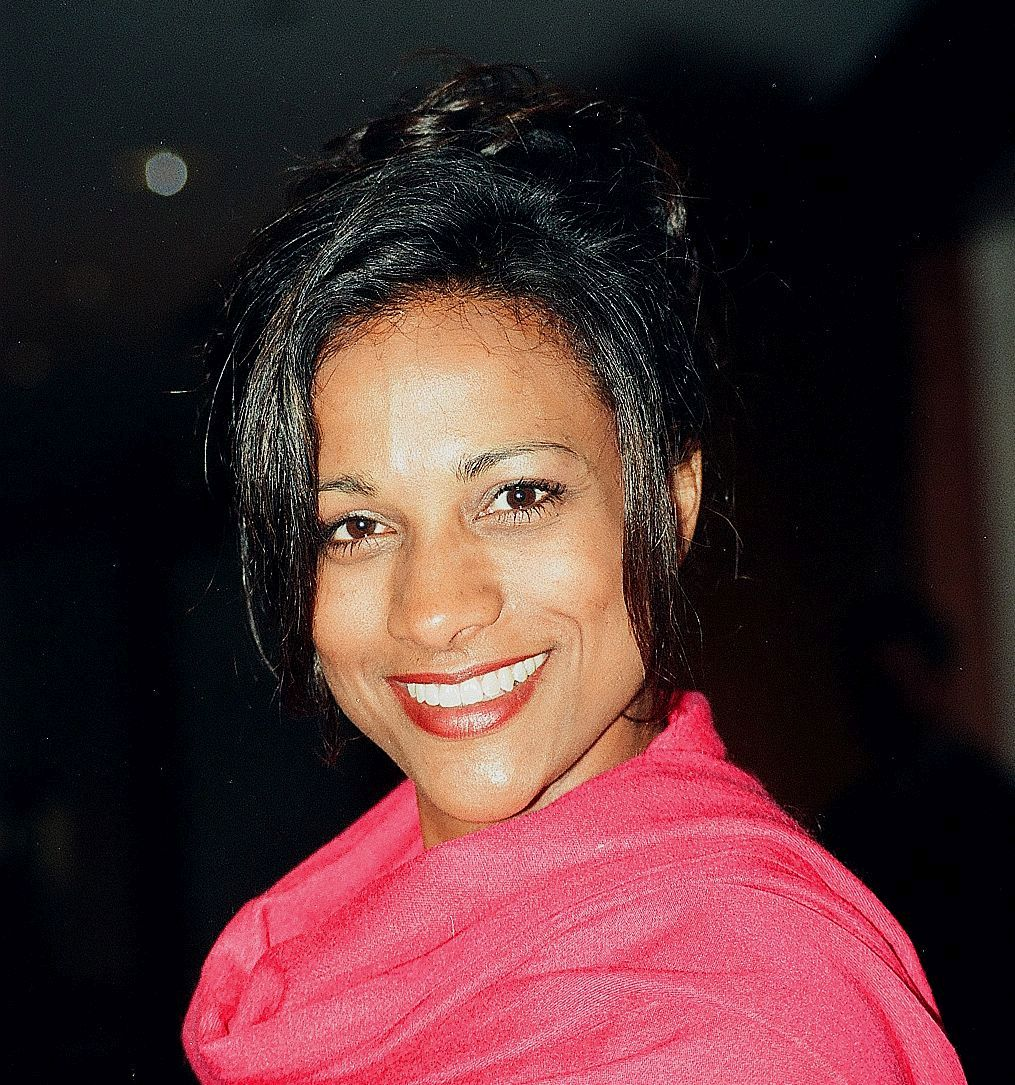
Devika Parikh (2000)

Devika Parikh (* 3. November 1966 in Cambridge, Massachusetts) ist eine US-amerikanische Schauspielerin. Bekanntheit erlangte sie vor allem durch die Rolle der Bonnie aus der Serie The West Wing – Im Zentrum der Macht.

## Leben und Karriere
Devika Parikh wurde als zweitjüngste von insgesamt drei Töchtern eines indischstämmigen Vaters und einer afro-amerikanischen Mutter in der Stadt Cambridge, im US-Bundesstaat Massachusetts, geboren. Aufgewachsen ist sie in Gaithersburg, im Bundesstaat Maryland. Bereits im Alter von sechs Jahren fasste sie nach eigenen Angaben den Wunsch Schauspielerin zu werden. Mit acht spielte sie in einer Aufführung des Zauberer von Oz. Während ihrer Zeit auf der High School rückte sie, auch aufgrund damals vorherrschender Vorbehalte gegenüber Darstellern, von ihrem Schauspielwunsch ab. So hatte sie nach dem Abschluss zunächst den Wunsch Journalistin zu werden. Sie nahm ein Journalismus-Studium an der Syracuse University auf, die sie mit einem Abschluss in Rundfunk-Journalismus verließ. Anschließend fand sie eine Anstellung als Produktionsassistentin bei einer Nachrichtensendung aus Arlington, im Bundesstaat Virginia. Zu dieser Zeit kam in ihr wieder der Wunsch als Schauspielerin zu arbeiten auf. Sie verbrachte einen Teil ihres Urlaubs bei ihrem Onkel und ihrer Tante in Los Angeles, um dort einen Job zu finden. Zwei Monate später verließ sie Maryland in Richtung Westküste.
1991 war Parikh bei einem Gastauftritt in der Serie In Living Color erstmals vor der Kamera zu sehen. Schnell folgten Rollen in den Serien Martin, Der Prinz von Bel-Air, Ein Vater für zwei, Ein schrecklich nettes Haus, Chicago Hope – Endstation Hoffnung und 24. 1997 war sie als Barbara in der Filmkomödie Die Playboy-Falle zu sehen. Von 1999 bis 2003 wirkte sie in der Serie The West Wing – Im Zentrum der Macht mit und stellte die Figur Bonnie in mehr als 40 Episoden dar. Von 2001 bis 2002 spielte sie als Sheri eine kleine Rolle in der Serie Resurrection Blvd. 2003 stellte sie eine Reporterin im Actionthriller S.W.A.T. – Die Spezialeinheit dar und war als Fatima in einer Nebenrolle im Actionfilm Air Marshals – Horrorflug ins Ungewisse zu sehen. Auch im Film Aquaman, aus dem Jahr 2018, stellte sie eine Reporterin dar. Nach dem Ende der Serie The West Wing, trat Parikh in einer Reihe von Gastrollen auf, unter anderem in den Serien Die Parkers, One on One, Raven blickt durch, Eve, Criminal Minds, Alle hassen Chris, Meine Schwester Charlie, Prime Suspect, The First Family, Rizzoli & Isles, Bizaardvark, Shameless, Nick für ungut und Grey’s Anatomy.
Neben ihren Rollen vor der Kamera, wirkte Parikh auch in zahlreichen Werbespots mit. Darüber hinaus ist sie häufig als Sprecherin zu hören. So lieh sie unter anderem in Animationsfilmen Das Dschungelbuch 2, Madagascar, Ice Age 3 – Die Dinosaurier sind los, Bo und der Weihnachtsstern und Spider-Man: A New Universe Figuren ihre Stimme. Auch in Videospielen wie Grand Theft Auto V, Fallout 76 und Rage 2 war sie im Original zu hören.

## Filmografie (Auswahl)
- 1991: In Living Color (Fernsehserie, Episode 2x22)
- 1992: Martin (Fernsehserie, 2 Episoden)
- 1993: Der Prinz von Bel-Air (The Fresh Prince of Bel-Air, Fernsehserie, Episode 4x06)
- 1993: Ein Vater für zwei (The Sinbad Show, Fernsehserie, Episode 1x06)
- 1994, 1998: Sister, Sister (Fernsehserie, 2 Episoden)
- 1995: Der Mörder in meinem Bett (Nothing But the Truth, Fernsehfilm)
- 1996: Ein schrecklich nettes Haus (In the House, Fernsehserie, Episode 3x02)
- 1997: Die Playboy-Falle (How to Be a Player)
- 1997: Chicago Hope – Endstation Hoffnung (Chicago Hope, Fernsehserie, Episode 4x10)
- 1999–2003: The West Wing – Im Zentrum der Macht (The West Wing, Fernsehserie, 41 Episoden)
- 2000: Die Little Richard Story (Little Richard, Fernsehfilm)
- 2000: Auf der Woge des Erfolgs (Dancing in September, Fernsehfilm)
- 2000: Der Hotelboy (The Jamie Foxx Show, Fernsehserie, Episode 5x04)
- 2001: Frasier (Fernsehserie, Episode 8x09)
- 2001: Strawberry's Letter
- 2001–2002: Resurrection Blvd. (Fernsehserie, 7 Episoden)
- 2001–2002: 24 (Fernsehserie, 4 Episoden)
- 2002: Book of Love: The Definitive Reason Why Men Are Dogs
- 2003: Girlfriends (Fernsehserie, Episode 3x14)
- 2003: Das Dschungelbuch 2 (The Jungle Book 2, Stimme)
- 2003: S.W.A.T. – Die Spezialeinheit (S.W.A.T.)
- 2003: Air Marshals – Horrorflug ins Ungewisse (Air Marshal)
- 2004: Die Parkers (The Parkers, Fernsehserie, Episode 5x13)
- 2004: One on One (Fernsehserie, Episode 4x09)
- 2005: Madagascar (Stimme)
- 2005: Raven blickt durch (That's So Raven, Fernsehserie, 2 Episoden)
- 2005: Eve (Fernsehserie, Episode 3x08)
- 2006: Criminal Minds (Fernsehserie, Episode 1x21)
- 2008: Alle hassen Chris (Everybody Hates Chris, Fernsehserie, Episode 4x03)
- 2009: Road to the Altar
- 2009: Ice Age 3 – Die Dinosaurier sind los (Ice Age: Dawn of the Dinosaurs, Stimme)
- 2009–2010: Three Rivers Medical Center (Fernsehserie, 10 Episoden)
- 2011: A Bag of Hammers
- 2011: King of the Underground
- 2011: Meine Schwester Charlie (Good Luck, Charlie, Fernsehserie, Episode 2x08)
- 2011: A Series of Unfortunate People (Fernsehserie, 2 Episoden)
- 2012: Prime Suspect (Fernsehserie, Episode 1x12)
- 2013: The First Family (Fernsehserie, eine Episode)
- 2014: Rizzoli & Isles (Fernsehserie, Episode 4x14)
- 2014: Teechers
- 2016: The Reluctant Polyglot
- 2016–2017: Bizaardvark (Fernsehserie, 3 Episoden)
- 2017: Shameless (Fernsehserie, Episode 8x02)
- 2017: Bo und der Weihnachtsstern (The Star, Stimme)
- 2018: Aquaman
- 2018: Spider-Man: A New Universe (Spider-Man: Into the Spiderverse, Stimme)
- 2019: For the People (Fernsehserie, Episode 2x08)
- 2019: Nick für ungut (No Good Nick, Fernsehserie, Episode 2x01)
- 2019: Grey’s Anatomy (Fernsehserie, 3 Episoden)
- 2020: General Hospital (Fernsehserie, 2 Episoden)
- 2022: 9-1-1  (Fernsehserie, Episode 6x05)
- 2022: Navy CIS (NCIS, Fernsehserie, Episode 20x97)
- 2022–2023: Monster High (Fernsehserie, 2 Episoden, Stimme)
- 2023: Spider-Man 2 (Videospiel, Stimme)
- 2024: Chicago Fire (Fernsehserie, Episode 13x02)